# Alain Robbe-Grillet
Alain Robbe-Grillet (n. el 18 d'agost del 1922 a Brest, França; m. el 18 de febrer del 2008 a Caen) fou un escriptor i cineasta francès. Considerat un dels caps del nouveau roman, va ser elegit a l'Académie française el 25 de març del 2004. La seva esposa fou la novel·lista Catherine Robbe-Grillet que publicava sota el pseudònim Jeanne de Berg.

## Biografia
Nascut com a fill d'un enginyer, Alain Robbe-Grillet va estudiar al Lycée Buffon, al Lycée de Brest i finalment al Lycée Saint-Louis. Entrà després a l'Institut National Agronomique a París d'on sortí com a enginyer agronòmic. Va fer un servei de treball obligatori a Nuremberg, Alemanya fins al 1945. Havent retornat treballà per a l'institut nacional d'estadística i d'estudis econòmics (INSEE) a París. Del 1949 al 1951 treballà com a enginyer a l'institut de fruita i agrumes colonials al Marroc, Guaiana Francesa, Martinica i Guadalupe.

## Obra literària

### Novel·les
- Un régicide 1949
- Les Gommes 1953
- Le Voyeur 1955, rebé el Prix des Critiques
- La Jalousie 1957
- Dans le labyrinthe 1959
- La Maison de rendez-vous 1965
- Projet pour une révolution à New York 1970
- Topologie d'une cité fantôme 1976
- Souvenirs du Triangle d'Or 1978
- Djinn 1981
- La Reprise 2001
- Un roman sentimental 2007
- La Forteresse, escenari per a Michelangelo Antonioni, 2009

### Contes
- Instantanés 1962

### Assaigs
- Pour un Nouveau Roman 1963
- Le Voyageur, essais et entretiens 2001

### Ficció autobiogràfica
- Le Miroir qui revient 1985
- Angélique ou l'enchantement 1988
- Les Derniers Jours de Corinthe 1994

## Filmografia
- 1961: L'Année dernière à Marienbad, escenari i diàlegs
- 1963: L'Immortelle
- 1966: Trans-Europ-Express
- 1968: L'Homme qui ment
- 1971: L'Eden et après
- 1974: Glissements progressifs du plaisir
- 1975: Le Jeu avec le feu
- 1983: La bella captiva (La Belle Captive)
- 1995: Un bruit qui rend fou, juntament amb Dimitri de Clerq
- 2007: C'est Gradiva qui vous appelle